# Lattrop
Lattrop is een kerkdorp in de Twentse gemeente Dinkelland in de Nederlandse provincie Overijssel. Tot de gemeentelijke herindeling van 1 januari 2001 viel het dorp onder de gemeente Denekamp. Op 1 januari 2023 telde het dorp samen met Breklenkamp 980 inwoners.

## Geschiedenis
Het dorp werd voor het eerst vermeld in een oorkonde van 26 juni 1272 van de Utrechtse bisschop Jan van Nassau onder de naam Lattrope vermeld. De naam kent eenzelfde uitgang als plaatsen net over de Duitse grens, zoals Ochtrup. Volgens sommige historici duidt de vermelding Villa Uittorpe in de lijst van inkomsten uit de Twentse goederen van het klooster Werden aan de Ruhr bij Essen, opgemaakt tussen 933 en 966, reeds op het dorp Lattrop. Het zou een van de erven zijn geweest die Karel de Grote in 804 aan het desbetreffende klooster had geschonken.
Totdat het dorp in 1818 onderdeel werd van de gemeente Denekamp was er sprake van de boermarke Lattrop, een markegericht waaronder ook Tilligte viel. De plaats Breklenkamp, die vaak in een adem met Lattrop wordt genoemd, vormde toen een zelfstandige marke.

## Bezienswaardigheden

### Molen
In het dorp staat verder de Oortmanmolen. Deze molen werd in 1779 als pelmolen in Tjamsweer bij Appingedam gebouwd. Vanaf 1810 deed hij daar dienst als oliemolen. In 1909 werd de molen opgekocht, in de winter daarop afgebroken en per schip vervoerd naar Twente, alwaar hij in Lattrop opnieuw werd opgebouwd tot korenmolen. Vanaf de Tweede Wereldoorlog raakte hij in verval. In 1983 werd de molen gerestaureerd.

### Sterrenwacht
In Lattrop is sinds begin jaren negentig de sterrenwacht Cosmos Sterrenwacht gevestigd, voorheen de Volkssterrenwacht Twente. Hennie Gosemeijer (1923-1999) was de pionier die in 1965 een koepel bouwde om met zijn telescoop satellieten waar te nemen, uit belangstelling voor de vluchten naar de maan. In 1970 werd het verbouwd en in 1990 werd een nieuw gebouw betrokken. Het gebouw heeft een planetarium, een observatorium, een filmzaal, een doezaal en een Greenscreen foto studio. In de tuin staan planten en objecten die te maken hebben met tijd, planeten en sterren. Ook staat er de oude sterrenwacht van Hennie Gosemeijer inclusief mini expositie. De sterrenwacht heeft ongeveer 12.000 bezoekers per jaar. In 2012 is het planetarium gerenoveerd.

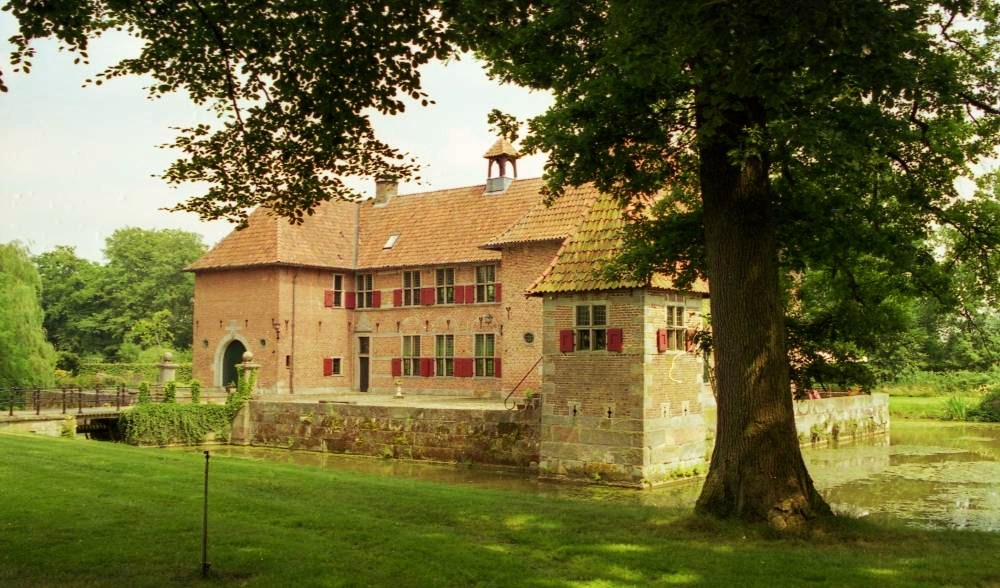
Havezate de Brecklenkamp
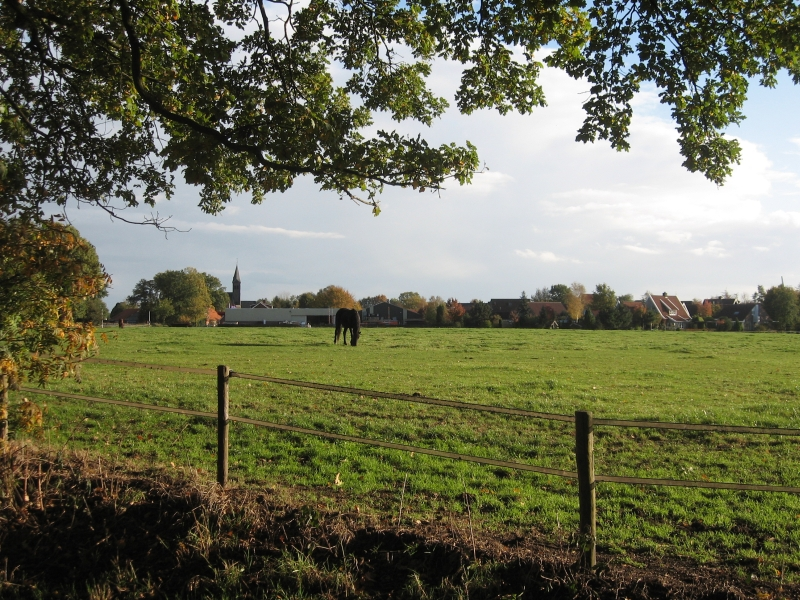
Blik op Lattrop
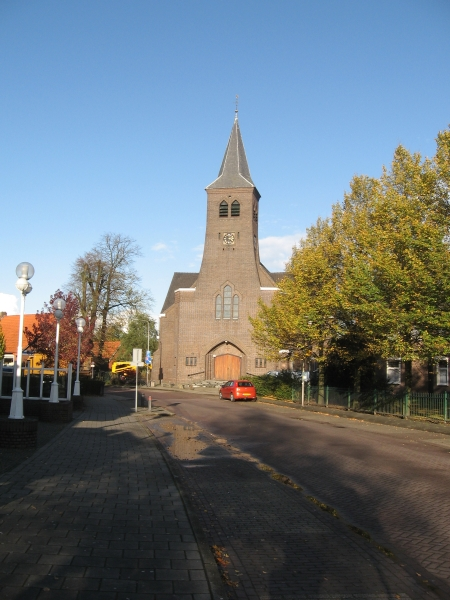
H.H. Simon en Judaskerk te Lattrop

## Geboren in Lattrop
- Marga Bult (1956), zangeres en presentatrice
- Johan Barthold Jongkind (1819-1891), kunstschilder